# Bolakadabi, Parasgad
Bolakadabi là một làng thuộc tehsil Parasgad, huyện Belgaum, bang Karnataka, Ấn Độ.